# 조흥만
조흥만(曺興萬, 1926년 1월 9일~2017년 5월 23일)은 대한민국의 정치인이다. 제7대 국회의원을 지냈다.

## 학력
- 중동중학교 졸업
- 육군사관학교 졸업 (3기)
- 육군보병학교 졸업
- 육군포병학교 졸업
- 육군공병학교 졸업
- 육군대학 졸업
- 국방대학원 행정학 석사

## 경력
- 육군본부 헌병감
- 육군 준장 전역
- 내무부 치안국장
- 민주당 조직부장
- 신한당 외무 국방위원장
- 신민당 부총무
- 한영공업주식회사 사장
- 한국화재보험협회 대표이사

## 가족 관계
- 장남 : 조대현 - 前 KBS 사장
- 차남 : 조두현
- 삼남 : 조보현
- 장녀 : 조영숙
- 차녀 : 조민수

## 역대 선거 결과
| 실시년도 | 선거  | 대수 | 직책     | 선거구 | 정당   | 득표수      | 득표율         | 순위        | 당락 | 비고 |
| -------- | ----- | ---- | -------- | ------ | ------ | ----------- | -------------- | ----------- | ---- | ---- |
| 1967년   | 총선  | 7대  | 국회의원 | 전국구 | 신민당 | 3,554,224표 | \| \| 32.7% \| | 전국구 18번 |      | 초선 |
|          | 32.7% |      |          |        |        |             |                |             |      |      |